# Sartorial Eloquence (Don't Ya Wanna Play This Game No More?)
Sartorial Eloquence (Don't Ya Wanna Play This Game No More?) è un brano composto dall'artista britannico Elton John; il testo è di Tom Robinson.

## Descrizione
Musicalmente parlando, costituisce un grande esempio di ballata dai toni pop (dei quali l'LP è completamente permeato), affine alla precedente Little Jeannie.
Proveniente dall'album del 1980 21 at 33 (del quale costituisce la terza traccia), fu pubblicato come singolo il 5 agosto 1980. Furono scelte due canzoni come B-sides: Cartier (della durata di appena 54 secondi) e White Man Danger. Il brano, distribuito nel Regno Unito come Sartorial Eloquence (letteralmente Eloquenza Sartoriale) e negli Stati Uniti come Don't Ya Wanna Play This Game No More? (letteralmente Non Vuoi Più Giocare A Questo Gioco?), ebbe un discreto successo, posizionandosi alla #39 nella Billboard Hot 100. Esso è stato raramente eseguito live: degna di nota rimane comunque la performance al concerto gratuito tenutosi di fronte a più di 500.000 persone al Central Park di New York (1980).